# Митрополичі палати
Пала́ц гре́ко-като́лицьких митрополи́тів — пам'ятка рококової архітектури у Львові. Знаходиться на площі Святого Юра, 5, навпроти Святоюрського Собору. Зразок палацової архітектури другої половини сторіччя, поєднує в собі пізнє бароко (рококо) з елементами класицизму.
Покої греко-католицьких митрополитів побудовані у 1761–1762 роках за проєктом архітектора Кантія Фесінґера (твердження Тадеуша Маньковського в ПСБ) або Клеменса Фесінґера на місці дерев'яного палацу другої половини сторіччя. Львівський дослідник Володимир Вуйцик висловив альтернативну версію про те, що автором первинного проєкту у бароковому стилі міг бути П'єр Ріко де Тірргей, а Фесінґер лише перебудував палац надавши рис класицизму. 1774 року сницар Іван Щуровський та каменяр Андрій Осовський збудували кам'яні каміни, а роком пізніше Щуровський виконав столи, ламбрекени, рами до трюмо. Проектодавцем і керівником робіт з оздоблення інтер'єрів був архітектор Франциск Кульчицький. У Національному музеї у Львові зберігаються два проєкти Кульчицького — оформлення сходових кліток і головної зали другого поверху. Палац реставровано 1885 року під керівництвом Сильвестра Гавришкевича і ще раз — 1922 року, керівник — Лев Левинський.
Будівля двоповерхова, цегляна, тинькована. В плані прямокутна, витягнута з півночі на південь, розташована окремо. Дах чотирисхилий. Акцентом фасаду є ризаліти: центральний ризаліт оформлений портиком та фронтоном з гербом в тимпані, бокові ризаліти прикрашені пілястрами. Пласкі пілястри, довершені ліпними гірляндами, використані вази, що розташовані по кутам фронтону, і люкарн є характерним для стилю архітектора Клеменса Фесінґера. Перед східним фасадом закладено сад митрополитів з квітником, які обнесено стіною. З західного боку палацу — парадний двір.
Внутрішнє планування будівлі анфіладне. В інтер'єрі збереглись фрагменти настінного живопису сторіччя, роботи художників С. Градолєвського та С. Угницького.